# Felipe Ignacio Barrientos
Felipe Ignacio Barrientos Castillo, más conocido como Felipe Barrientos, (Santiago de Chile, 12 de junio de 1984) es un exjugador de balonmano chileno que jugaba de portero. Su último club fue el Club Balonmano Zamora. Fue un componente de la selección de balonmano de Chile.
En 2015 debutó con Chile en un Campeonato Mundial de Balonmano.

## Palmarés internacional
| Juegos Panamericanos    | Juegos Panamericanos | Juegos Panamericanos | Juegos Panamericanos |
| Año                     | Lugar                | Medalla              |                      |
| ----------------------- | -------------------- | -------------------- | -------------------- |
| 2011                    | Guadalajara          | Medalla de bronce    |                      |
| 2015                    | Toronto              | Medalla de bronce    |                      |
| 2019                    | Lima                 | Medalla de plata     |                      |
| Campeonato Panamericano |                      |                      |                      |
| Año                     | Lugar                | Medalla              |                      |
| 2016                    | Argentina            | Medalla de plata     |                      |
| 2018                    | Groenlandia          | Medalla de bronce    |                      |

## Clubes
| Club                     | País   | Año         |
| ------------------------ | ------ | ----------- |
| Club Italiano            | Chile  | 1998 - 2001 |
| Guarulhos HC             | Brasil | 2002        |
| Club Italiano            | Chile  | 2003 - 2005 |
| Club Balonmano Castellón | España | 2005 - 2006 |
| Club Italiano            | Chile  | 2006 - 2018 |
| Club Balonmano Zamora    | España | 2018 - 2020 |